# Кэнерко, Пол
Пол Генри Кэнерко (англ. Paul Henry Konerko, род. 5 марта 1976 года) — американский профессиональный бейсболист, игрок первой базы, выступавший в Главной лиге бейсбола за «Лос-нджелес Доджерс», «Цинциннати Ред» и «Чикаго Уайт Сокс». В 2005 году в составе «Уайт Сокс» стал победителем Мировой серии. С 2006 по 2014 год был капитаном Чикагской команды.

## Завершение игровой карьеры
Пол Кэнерко объявил о завершении своей игровой карьеры 28 сентября 2014 года. Он провёл 18 сезонов в МЛБ, 16 из которых в составе «Уайт Сокс». На момент завершения карьеры, он был последним игроком чемпионского состава «Уайт Сокс», до сих пор выступавших за Чикагский клуб. «Уайт Сокс» объявили, что они закрепят № 14 за Кэнерко, а перед стадионом поставят его статую. 24 октября 2014 года Кэнерко вместе с игроком «Филадельфии Филлис» Джимми Роллинсом был назван сообладателем награды Роберто Клементе. Таким образом он стал первым игроком в истории «Уайт Сокс», получившим эту награду. 23 мая 2015 года перед игрой «Уайт Сокс» против «Миннесоты Твинс» прошла официальная церемония закрепления № 14 за Полом.